# Солуна Самай
Солу́на Сама́й Ке́ттель (дан. Soluna Samay Kettel; нар. 17 серпня 1990 року, Гватемала, Гватемала) — данська співачка, представниця Данії на пісенному конкурсі Євробачення 2012.

## Біографія
Солуна народилася 1990 року в Гватемалі в родині німця і швейцарки. У 2000-х роках переїхала до Данії. Музична кар'єра Солуни почалася з випуску дебютного альбому «Sing Out Loud», реліз якого відбувся у вересні 2011 року.
21-22 січня стала переможницею національного відбору з піснею «Should've Known Better», що дає їй право представити Данію на Євробаченні 2012 в Баку. За результатами першого півфіналу, який відбувся 22 травня 2012 року, співачка пройшла до фіналу. У фіналі співачка посіла 23-те місце.

## Дискографія

### Gee Gee & Soluna
- The Beat Goes On (Ozella Music; 2001)
- Thinking Of You (Ozella Music; 2004)
- Movin’ On (Chocolate Factory; 2006)
- Lucky Seven (Funky Farm Records; 2007)
- Just Passing Through (Chocolate Factory; 2008)
- Streetwise (Funky Farm; 2009)
- The Best & the Rest (Chocolate Factory; 2011)

### Солуна Самай
Альбоми
- Sing Out Loud (Album; Baltic Records; 2011)

Сингли
- I Wish I Was a Seagull (Single; Ozella Music; 2003)
- «Two Seconds Ago» (Single; Baltic Records; 2011)
- «Should've Known Better» (Single; EMI Denmark; 2011)